# Brombachtal
Brombachtal è un comune tedesco di 3 493 abitanti situato nel land dell'Assia.